# Virgen del Remedio (Monóvar)
La Virgen del Remedio Coronada  es una advocación de la Virgen María, que se venera en la localidad medio-vinalopina de Monóvar (Alicante) bajo el nombre de Santísima Virgen del Remedio Coronada. La imagen se encuentra en la iglesia arciprestal de San Juan Bautista, en la misma localidad.

## Historia
La talla es titular de la Archicofradía Mayordomía de la Virgen, con la que sale ha procesionar el domingo de Pascua y los días de las fiestas en su honor. La talla actual llegó a Monóvar el año 1939, debido a la destrucción de la primitiva imagen del siglo XVIII, y representa a la madre de Jesucristo en actitud de solemnidad de rasgos valencianos que llega a la madurez.
Cuenta con su propia capilla, de estilo gótico-valenciano, construida entre 1700-1800.

## Canonización
Fue coronada canónicamente en el año 2007 por el obispo de la diócesis de Orihuela-Alicante.